# Marie Buckwitz

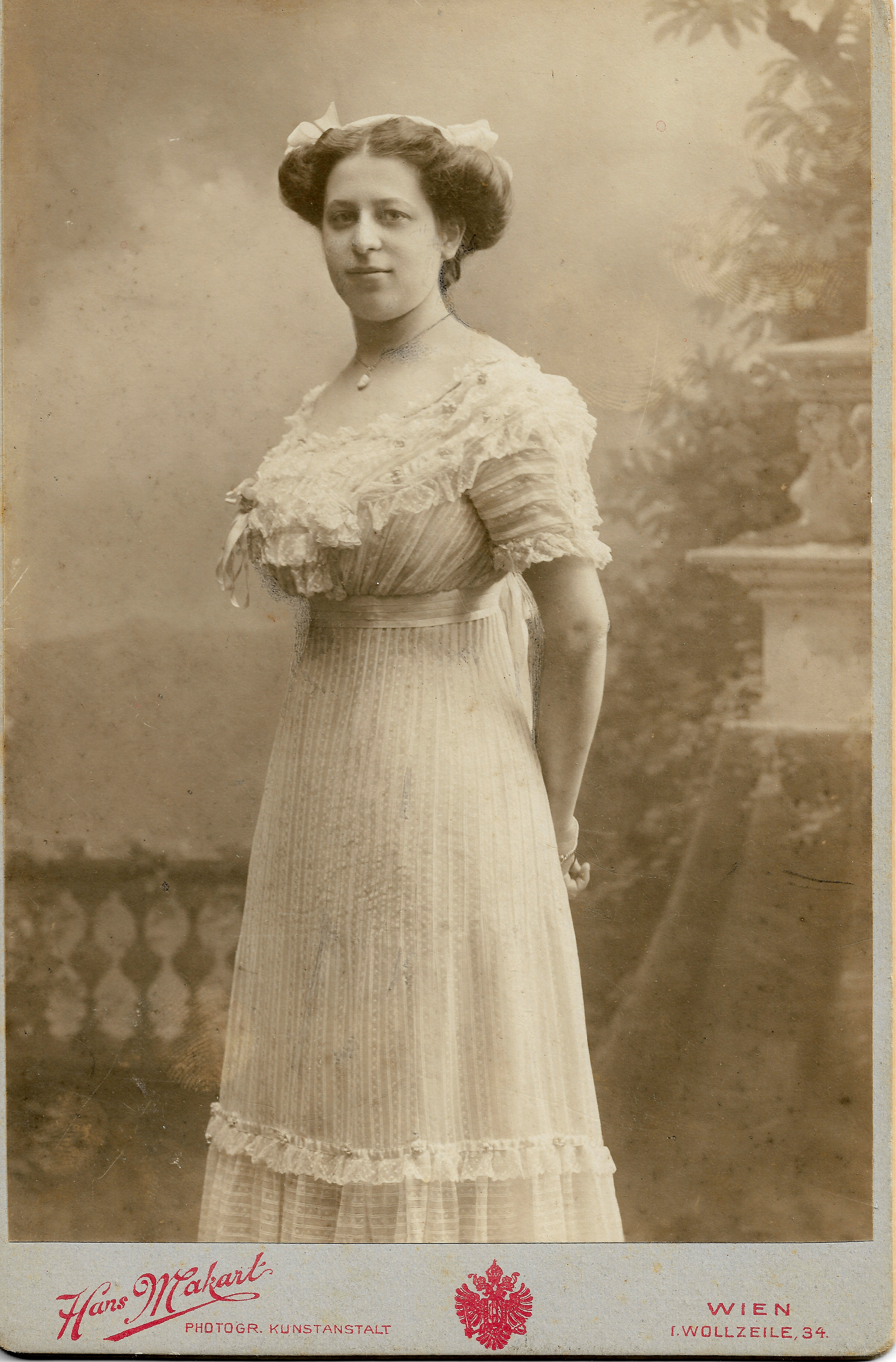
Marie Buckwitz, aufgenommen um 1910 von der Photographischen Kunstanstalt Hans Makart

Marie Buckwitz (* 9. Juli 1890 in Wien; gestorben 29. August 1951 in Klosterneuburg) war eine österreichische Chemikerin und Sprachpädagogin. Sie war eine der ersten Frauen, die an der Universität Wien als Chemikerin promovierten.

## Leben
Buckwitz wurde als Tochter von Arthur Buckwitz und Malvine Buckwitz, geborene Döri, in Wien geboren und in der evangelischen Pfarre Wien Innere Stadt nach Augsburger Bekenntnis getauft.

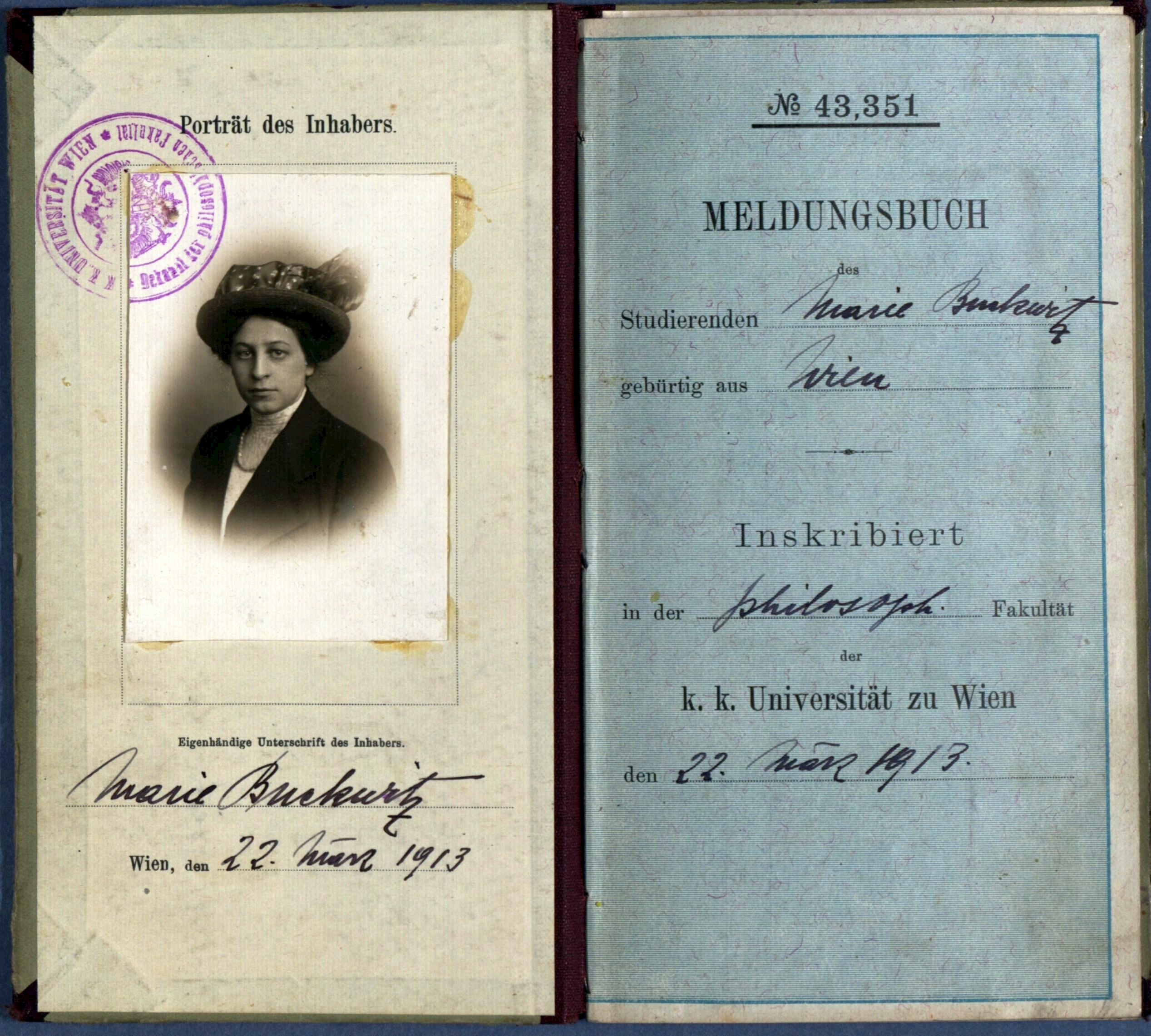
Meldungsbuch von Marie Buckwitz, k.k. Universität zu Wien, datiert mit 22. März 1913

Marie Buckwitz besuchte nach der Bürgerschule das Mädchenlyzeum des Wiener Frauenerwerbvereins und schloss 1908 mit der Reifeprüfung ab. Um zum Studium an der Universität zugelassen zu werden, legte sie die erforderliche Reifeprüfung als Externistin an der K.K. Staatsrealschule Wien I ab. Ab 1911 war sie an der Universität Wien als außerordentliche Hörerin inskribiert, nach Ablegung der Lateinergänzungsmatura im Februar 1913 als ordentliche Hörerin.
Sie studierte an der philosophischen Faktultät der Universität Wien unter anderem bei Wolfgang Josef Pauli, dem Vater des Nobelpreisträgers Wolfgang Pauli. Doktorvater ihrer im Herbst 1917 abgegebenen Dissertation war der Chemiker Rudolf Wegscheider.
Nachdem der Vater Arthur 57-jährig am 7. Jänner 1915 starb, zog sie mit ihrer Mutter Malvine und den Brüdern Peter, Paul und Hans am 1. August desselben Jahres nach Klosterneuburg.
Nach dem Ersten Weltkrieg lebte sie mehrere Jahre außerhalb Österreichs, kehrte aber 1930 nach Klosterneuburg zurück. Das Heimatrecht in ihrer neuen und alten Heimatstadt wurde ihr im Mai 1930 durch die Stadtgemeinde Klosterneuburg im Wege von Ersitzung zugesprochen. Sie erteilte in Klosterneuburg Sprach- und Nachhilfeunterricht und bewarb diesen durch selbst geschaltete Kleininserate in der Neuen Klosterneuburger Zeitung. An der Volkshochschule "Urania" in Klosterneuburg hielt sie zumindest im Zeitraum zwischen 1931 und 1933 Englischkurse.
Während der NSDAP-Herrschaft in Österreich galt sie aufgrund der Nürnberger Rassegesetze als Volljüdin und hatte demgemäß ab 1941 den Namen Maria Sara Buckwitz zu führen. Laut ihrem vom Arbeitsamt Wien geführten Arbeitsbuch arbeitete sie ab 15. Januar 1945 als "Heimarbeiterin/Sackelkleberin" bei der Lithographischen Druckanstalt Emanuel Kafunek, dieses Arbeitsverhältnis wurde am 28. Februar 1945 bestätigt. Es ist urkundlich belegt, dass sie für den 30. Januar 1945 auf die Staatspolizeileitstelle Wien der Geheimen Staatspolizei vorgeladen wurde. Etwaige Konsequenzen dieser Vorladung sind noch nicht belegt.
Das Wiener Stadt- und Landesarchiv gibt in einer schriftlichen Auskunft von 13. September 2019 an, dass Marie Buckwitz einerseits zwischen 1951 und ihrem Tod durchgehend ihren Wohnsitz in Klosterneuburg (zwischen 1938 und 1955 Teil von Gross-Wien) gehabt habe. In der Meldekartei von 1941 scheint auf, dass sie am 28. Juni 1941 als Untermieterin zu ihrer Mutter gezogen war. Gleichzeitig wurde angegeben, dass als frühere Adresse "Venedig, Calle Vitturi 2916" aktenkundig sei.
In ihrer Sterbeurkunde vom 30. August 1951 ist als Familienstand "ledig" und als Beruf "Sprachlehrerin" angegeben.

## Sonstiges
Bekanntschaft zwischen Buckwitz und dem Schauspieler Hugo Thimig ist durch Archivgut im Österreichischen Theatermuseum nachgewiesen. Marie Buckwitz war Cousine des deutschen Theatermannes Harry Buckwitz.

## Werke
- Marie Buckwitz: Über das Verhalten saurer und alkalischer Lösungen von Methylglutin. Dissertation, eingereicht im Jahr 1917 an der philosophischen Fakultät der Universität Wien. Wien.